# Eminencia hipotenar
La eminencia hipotenar es una masa de tres pequeños músculos ubicados en la mano humana, por debajo del dedo meñique, cuya función es controlar los movimientos de dicho dedo. La masa de la eminencia hipotenar sirve como capa protectora para el nervio cubital (ulnar) y los vasos sanguíneos que atraviesan esta zona.
Los tres músculos que componen la eminencia hipotenar, todos inervados por la rama profunda del nervio cubital, son (de dentro hacia fuera):
- Oponente del dedo meñique
- Flexor corto del dedo meñique
- Abductor del dedo meñique

Algunos textos también incluyen al músculo palmar corto, que tensa la piel de la eminencia hipotenar al contraerse, ahuecando la mano.

## Cuadro clínico
Las dolencias asociadas con la eminencia hipotenar son:
- Lesión del nervio ulnar.
- Síndrome del martillo hipotenar.[6]